# Europa-Kommissionsformand
Europa-Kommissionsformanden er formanden for Europa-Kommissionen.
Siden 1. december 2019 har formanden været tyskeren Ursula von der Leyen, der afløste luxembourgeren Jean-Claude Juncker, der var kommissionsformand fra 2014-2019.
Formanden foreslås af Det Europæiske Råd med kvalificeret flertal og vælges derefter af Europa-Parlamentet.

## Udpegning af Europa-Kommisionsformand 2014
Kandidater til posten var Juncker (indstillet af Det Europæiske Folkeparti, EPP), tyskeren Martin Schulz (indstillet af PES) og Guy Verhofstadt (indstillet af ALDE), mens Europæisk Venstre i 2013 indstillede grækeren Alexis Tsipras. Også Danmarks statsminister Helle Thorning-Schmidt blev nævnt som mulig kandidat.
Da Jyrki Katainen i april 2014 meddelte at han ville trække sig fra posten som Finlands statsminister gættede man på, at også han stillede efter kommissærposten. Det Europæiske Råd besluttede dog den 27. juni 2014 at indstille Jean-Claude Juncker til formandsposten. Den 15. juni 2014 bekræftede Europaparlamentet indstillingen ved en afstemning med 422 stemmer ud af 751.